# Toamasina
Toamasina (tidigare: Tamatave) är en stad i regionen Atsinanana i den östra delen av Madagaskar. Staden hade 325 857 invånare vid folkräkningen 2018, på en yta av 30,91 km². Den ligger vid Indiska oceanen, cirka 215 kilometer nordost om Antananarivo. Toamasina är huvudort i regionen Atsinanana och innehar landets viktigaste hamn, där huvuddelen av utlandshandeln passerar. Hamnen exporterar bland annat kaffe, vanilj, peppar, kryddnejlika och grafit samt importerar maskinell utrustning, textilier och livsmedel.
Sedan 1977 har staden ett universitet. En järnvägslinje förbinder Toamasina med huvudstaden Antananarivo.
Staden hade tidigare det franska namnet Tamatave men bytte till det nuvarande namnet, på språket malagassiska, vid slutet av 1970-talet. Toamasina förstördes av cykloner 1927 och 1986.